# Campionati europei di atletica leggera indoor 2005 - Getto del peso maschile
La competizione si è svolta dal 4 al 5 marzo 2005.

## Podio
| Pos.    | Atleta          | Nazionalità | Misura    |
| ------- | --------------- | ----------- | --------- |
| Oro     | Joachim Olsen   | Danimarca   | 21,19 m   |
| Argento | Rutger Smith    | Paesi Bassi | 20,79 m   |
| Bronzo  | Manuel Martínez | Spagna      | 20,51 m = |

## Situazione pre-gara

### Record
Prima di questa competizione, il record del mondo (WR) e il record dei campionati (CR) erano i seguenti.
| Record                | Prestazione | Atleta                      | Data                                     | Competizione                   |
| --------------------- | ----------- | --------------------------- | ---------------------------------------- | ------------------------------ |
| Record mondiale       | 22,66 m     | Randy Barnes Stati Uniti    | 20 gennaio 1989 Los Angeles, Stati Uniti |                                |
| Record dei campionati | 22,19 m     | Ulf Timmermann Germania Est | 21 febbraio 1987 Liévin, Francia         | Campionati europei indoor 1987 |

### Campioni in carica
I campioni in carica, a livello mondiale e continentale, erano:
| Campione | Atleta                         | Prestazione | Data                            | Competizione                     |
| -------- | ------------------------------ | ----------- | ------------------------------- | -------------------------------- |
| Mondiale | Christian Cantwell Stati Uniti | 21,49 m     | 7 marzo 2004 Budapest, Ungheria | Campionati del mondo indoor 2004 |
| Europeo  | Manuel Martínez Spagna         | 21,26 m     | 2 marzo 2002 Vienna, Austria    | Campionati europei indoor 2002   |

## Qualificazioni
La qualificazione si è svolta a partire dalle 11:05 del 4 marzo 2005.
Si qualificano per la finale i concorrenti che ottengono una misura di almeno 20,10 m; in mancanza di 8 qualificati, accedono alla finale i primi 8 atleti della qualificazione.
| Pos. | Atleta            | Paese       | 1ª prova | 2ª prova | 3ª prova | Risultato | Note |
| ---- | ----------------- | ----------- | -------- | -------- | -------- | --------- | ---- |
| 1    | Joachim Olsen     | Danimarca   | 19,92 m  | 20,67 m  |          | 20,67 m   | Q    |
| 2    | Rutger Smith      | Paesi Bassi | 19,45 m  | x        | 20,46 m  | 20,46 m   | Q    |
| 3    | Mikuláš Konopka   | Slovacchia  | 20,46 m  |          |          | 20,46 m   | Q    |
| 4    | Manuel Martínez   | Spagna      | 20,30 m  |          |          | 20,30 m   | Q    |
| 5    | Ivan Juškov       | Russia      | 19,04    | 19,43 m  | 20,06 m  | 20,06 m   | q    |
| 6    | Ville Tiisanoja   | Finlandia   | 20,03 m  | 19,77 m  | 20,04 m  | 20,04 m   | q    |
| 7    | Pavel Sof'in      | Russia      | 19,85 m  | x        | x        | 19,85 m   | q    |
| 8    | Gheorghe Gușet    | Romania     | x        | 19,64 m  | 19,80 m  | 19,80 m   | q    |
| 9    | Andy Dittmar      | Germania    | 19,72 m  | 19,41 m  | 19,43 m  | 19,72 m   |      |
| 10   | Tomasz Majewski   | Polonia     | 19,09 m  | 19,57 m  | x        | 19,57 m   |      |
| 11   | Mika Vasara       | Finlandia   | 19,56 m  | x        | x        | 19,56 m   |      |
| 12   | Peter Sack        | Germania    | 19,11 m  | x        | 19,47 m  | 19,47 m   |      |
| 13   | Taavi Peetre      | Estonia     | 19,08 m  | 19,24 m  | 19,45 m  | 19,45 m   |      |
| 14   | Petr Stehlík      | Rep. Ceca   | 19,36 m  | x        | x        | 19,36 m   |      |
| 15   | Conny Karlsson    | Finlandia   | x        | 19,32 m  | x        | 19,32 m   |      |
| 16   | Miroslav Vodovnik | Slovenia    | 19,01 m  | x        | x        | 19,01 m   |      |
| 17   | Marco Dodoni      | Italia      | 18,87 m  | 18,81 m  | 18,91 m  | 18,91 m   |      |
| 18   | Gaëtan Bucki      | Francia     | x        | x        | 18,86 m  | 18,86 m   |      |
| 19   | Detief Bock       | Germania    | x        | 18,77 m  | x        | 18,77 m   |      |
| 20   | Ivan Emilianov    | Moldavia    | 17,79 m  | 17,85 m  | x        | 17,85 m   |      |
|      | Jimmy Nordin      | Svezia      | x        | x        | x        | NM        |      |

Legenda:
- x = Lancio nullo;
- Q = Qualificato direttamente;
- q = Ripescato;
- NM = Nessun lancio valido;
- DNS = Non è sceso in pedana.

## Finale
La finale si è svolta a partire dalle 19:10 del 5 marzo 2005 ed è terminata dopo un'ora circa.
| Pos.    | Atleta          | Nazionalità | 1ª prova | 2ª prova | 3ª prova | 4ª prova | 5ª prova | 6ª prova | Misura  | Note                                     |
| ------- | --------------- | ----------- | -------- | -------- | -------- | -------- | -------- | -------- | ------- | ---------------------------------------- |
| Oro     | Joachim Olsen   | Danimarca   | 21,19 m  | 20,76 m  | 20,52 m  | 20,81 m  | x        | x        | 21,19 m | Miglior prestazione personale stagionale |
| Argento | Rutger Smith    | Paesi Bassi | 20,05 m  | 20,51 m  | 20,50 m  | 20,79 m  | 20,78 m  | x        | 20,79 m | Record nazionale                         |
| Bronzo  | Manuel Martínez | Spagna      | 20,23 m  | x        | x        | 20,51 m  | x        | 20,51    | 20,51 m | =                                        |
| 4       | Ville Tiisanoja | Finlandia   | 20,01 m  | 19,97 m  | x        | 20,10 m  | 20,36 m  | 20,00 m  | 20,36 m | Miglior prestazione personale stagionale |
| 5       | Gheorghe Gușet  | Romania     | 19,79 m  | 20,25 m  | x        | x        | 19,85 m  | x        | 20,25 m |                                          |
| 6       | Mikuláš Konopka | Slovacchia  | x        | 19,69 m  | 19,95 m  | x        | x        | x        | 19,95 m |                                          |
| 7       | Ivan Juškov     | Russia      | 19,23 m  | x        | x        | 19,49 m  | 19,69 m  | x        | 19,69 m |                                          |
| 8       | Pavel Sof'in    | Russia      | 19,15 m  | 19,42 m  | x        | 19,51 m  | x        | x        | 19,51 m |                                          |

Legenda:
- x = Lancio nullo.